# Gastrodia minor
Gastrodia minor là một loài thực vật có hoa trong họ Lan. Loài này được Petrie mô tả khoa học đầu tiên năm 1892.